# Alfred Cornu
Marie Alfred Cornu [korny] (6. března 1841 Orléans - 12. dubna 1902 Romorantin-Lanthenay u Orléansu) byl francouzský experimentální fyzik, který se zabýval hlavně optickými jevy, dlouholetý ředitel École Polytechnique a předseda Francouzské akademie věd.

## Život a dílo
Studoval na École des mines a na prestižní École Polytechnique v Paříži, kde se roku 1867 stal profesorem experimentální fyziky. Při svých rozmanitých pokusech například zpřesnil Cavendishova měření gravitační konstanty, jeho původní výsledky se však týkaly hlavně optiky a spektrometrie. Roku 1874 se mu podařilo zdokonalením Fizeauova přístroje podstatně zpřesnit hodnotu rychlosti světla, za což byl roku 1878 zvolen členem Francouzské akademie věd a odměněn Rumfordovou medailí britské Královské společnosti. Prokázal také, že světlo se ve vodě šíří pomaleji než ve vzduchu a potvrdil tak (proti původní představě Newtonově) vlnovou povahu světla. Proměřil a publikoval normální složení slunečního spektra, změřil filtrační účinek ozonové vrstvy a při matematickém popisu rozptylu světla znovu nezávisle objevil klotoidu. Roku 1892 byl zvolen do švédské akademie věd, 1896 byl zvolen předsedou Francouzské akademie věd a roku 1899 obdržel čestný doktorát Univerzity v Cambridge.